# Шелефтео
За едноименната община вижте Шелефтео (община).
Шелефтео (на шведски: Skellefteå) е град в североизточна Швеция. Разположен е около устието на река Шелефтеелвен на брега на Ботническия залив в лен Вестерботен. Главен административен център е на едноименната община Шелефтео. Намира се на около 600 km на североизток от централната част на столицата Стокхолм и на около 110 km на североизток от главния град на лена Умео. Шосеен транспорен възел. Има жп гара, пристанище и летище. Пристанището на Шелефтео се намира в съседния град Шелефтехамн. Населението на града е 32 775 жители от преброяването през 2010 г. Шелефтео е един от 133-те града на Швеция, които имат статут на исторически градове.

## Спорт
Представителният хокеен тим на града се казва Шелефтео АИК. Той е сред най-популярните шведски хокейни отбори.

## Побратимени градове
- Му и Рана, Норвегия
- Пардубице, Чехия